# Aurel Vlaicu

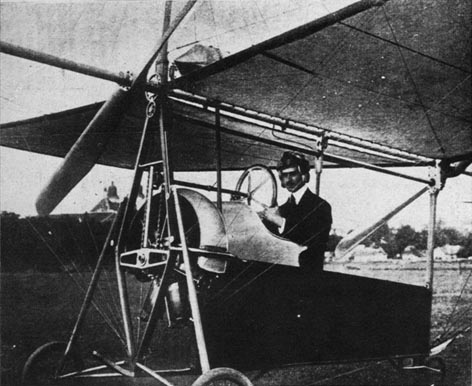
Aurel Vlaicu és a Vlaicu II.

Aurel Vlaicu (Bencenc, 1882. november 19.  – Bănești, 1913. szeptember 13.) erdélyi román mérnök, feltaláló, a repülés egyik úttörője.

## Életútja
A Hunyad megyei Bencenc faluban született. A szászvárosi Kun Kocsárd református gimnáziumban tanult, mely ma Aurel Vlaicu nevét viseli, majd 1902-ben Nagyszebenben érettségizett. Mérnöki tanulmányait a budapesti Műegyetemen kezdte, majd 1903-1904-ben Pólában a tengerészetnél teljesített katonai szolgálatot; ezt követően a müncheni Ludwig Maximilian Egyetemen 1907-ben szerzett mérnöki oklevelet. 1908-tól Rüsselsheimban dolgozott az Opel-művekben, majd visszatért szülőfalujába, és 1909-ben egy vitorlázó repülőgépet épített, amellyel több repülést hajtott végre.
Barátja, Octavian Goga tanácsára 1909 őszén Bukarestbe költözött abban a reményben, hogy megfelelő anyagi támogatást talál tervei megvalósításához. 1909. november 2-ától a hadseregnek dolgozott, és elkezdte első repülőgépének, a Vlaicu I-nek az építését. Az első repülést ezzel a géppel 1910. június 17-én végezte. 1910. szeptember 26-án a hadsereg őszi hadgyakorlata során Slatináról egy hadiparancsot vitt Piatra Oltra; ez volt az első légi úton kézbesített üzenet a román hadsereg történetében.
1911-ben megépítette a Vlaicu II-t, amellyel több bemutatót tartott. 1912-ben egy első és négy második díjat nyert az ausztriai Aspernben június 23-30 között rendezett repülőtalálkozón; ezzel Románia a harmadik helyen végzett Franciaország és az Osztrák-Magyar Monarchia mögött.
1913-ban önkéntesként vett részt a második Balkán-háborúban, melynek során több felderítő repülést hajtott végre Bulgária felett. 1913-ban halt meg Câmpina mellett, amikor a Vlaicu II-vel megpróbálta átrepülni a Kárpátokat. Valószínűleg szívrohamban halt meg, de családja úgy tartotta, hogy gyilkosság áldozata lett. Bukarestben, a Bellu temetőben helyezték örök nyugalomra, katonai tiszteletadás mellett.
Halálakor a  kétüléses Vlaicu III félig kész állapotban volt, ezt barátai, Giovanni Magnani és Constantin Silișteanu  befejezték, és 1914-ben több kísérleti repülést hajtottak végre vele. Amikor 1916-ban az első világháború során a német hadsereg elfoglalta a román fővárost, a Vlaicu III-at Németországba vitték. A gépet utoljára 1940-ben látták Berlinben egy repülőgép-kiállításon.
1948-ban a Román Népköztársaság Akadémiája post-mortem tagjává választotta.
Két romániai település viseli a nevét: Haufan Maros megyében és Bencenc Hunyad megyében.

## Fordítás
- Ez a szócikk részben vagy egészben az Aurel Vlaicu című román Wikipédia-szócikk fordításán alapul.  Az eredeti cikk szerkesztőit annak laptörténete sorolja fel. Ez a jelzés csupán a megfogalmazás eredetét és a szerzői jogokat jelzi, nem szolgál a cikkben szereplő információk forrásmegjelöléseként.